# Mühlen-Route
Die Mühlenroute ist ein Radrundweg im niedersächsischen Landkreis Ammerland, der dem Besucher einen Blick in die Vergangenheit dieser Kulturlandschaft gewährt. Wasser- und Windmühlen drückten noch bis in die Mitte des 20. Jahrhunderts dem Landschaftsbild ihren Stempel auf. Der Wandel in der Landwirtschaft sowie die veränderte Bereitstellung und Nutzung von Energie haben zu einem Verschwinden dieser markanten Bauten geführt. Dank intensiver Bemühungen der Heimatpflege können heute entlang dieses Weges zahlreiche gut erhaltene oder restaurierte Zeugen der Vergangenheit besichtigt werden. Der Weg beginnt in Bad Zwischenahn und führt in das westliche Ammerland bis Apen. Dort wendet er sich in den Süden des Landkreises und führt über einen großen Bogen und das Landschaftsfenster „Mühlen“ im Ortsteil Westerscheps der Gemeinde Edewecht zurück.
Sehenswürdigkeiten entlang der Strecke oder leicht von dort erreichbar sind:

## Verlauf
- Bad Zwischenahn
  - Mühle im Freilichtmuseum
  - Spieker
  - Ammerländer Bauernhaus (Heimatmuseum)
  - Kurpark
  - St.-Marien-Kirche
  - St.-Johannes-Kirche
  - auf dem Rückweg:
    - Galerieholländer-Mühle in Querenstede
    - Museum Specken
- Westerstede
  - Wassermühle in Ocholt-Howiek
  - Landwirtschaftliches Museum Behlen im Ortsteil Lindernerfeld[2]
  - Mühle Lindern
- Apen
  - Hengstforder Mühle[3]
  - Schinkenmuseum Apen[4]
  - evangelisch-lutherische Kirche
- Edewecht
  - Freilichtmuseum „Tollhus up'n Wurnbarg“ (ehemaliges Zollhaus, jetzt Heimatmuseum)[5]
  - Kokerwindmühle von 1879 – Nachbau / Original im Museumsdorf Cloppenburg
  - Bauerschaft (Ortsteil) Westerscheps
    - Galerieholländer-Windmühle mit Gasthof „Zur Mühle“[6]
    - Landschaftsfenster „Mühlen“
    - Wallholländer-Windmühle

  - Ländlicher Hausgarten

## Alternative
Die Strecke kann auch in einer verkürzten Version (42 km) gefahren werden. Dann wendet sich der Weg hinter Apen in einer kleinen Schleife wieder zurück direkt nach Bad Zwischenahn.